# Чукагян, Кэтлин
Кэтлин Чукагян (арм. Քեթլին Չուկագյան, род. 28 декабря 1988 года, Куакертаун, Пенсильвания, США) — американский боец смешанных боевых искусств армянского происхождения, выступающий под эгидой UFC. По состоянию на 6 декабря 2022 года занимает третью строчку в официальном рейтинге в наилегчайшем весе UFC среди женщин. Также она занимает тринадцатую строчку официального рейтинга UFC среди лучших женских бойцов независимо от весовой категории (англ. pound-for-pound).

## Биография
Кэтлин Чукагян родилась в Куакертауне, штат Пенсильвания, США, где окончила старшую среднюю школу общины Куакертауна. Дед по отцовской линии родился в Армении, переехал в Филадельфию в юном возрасте. Она начала заниматься каратэ, когда ей было четыре года. В старшей школе она начала заниматься боксом, потом совмещала бокс с кикбоксингом. В 16 лет выиграла «Золотые перчатки» (Golden Gloves) в Пенсильвании — престижнейшую награду в любительском боксе в США. Выше данного приза только национальный. Уже в колледже увлеклась бразильским джиу-джитсу. Начала бороться как любитель в смешанных единоборствах в 2012 году и стала профессионалом в 2014 году. На любительской арене Кэтлин провела 7 боёв, все выиграла: Барбару Боуман болевым приёмом на руку, Эрнан Авилу, Джину Бегли, Андреу Ли тем же приёмом, Дженис Майер единогласным решением судей, Кристал Ванессу Демопулос техническим нокаутом, Валери Аспаас раздельным решением судей. В результате этого выиграла три титула в трёх разных организациях: титул чемпионки NAAFS в женском минимальном весе, титул чемпионки Ascend Combat в наилегчайшем весе и титул чемпионки XCC в наилегчайшем весе.
Её товарищи по команде и партнёры по тренировкам известные бойцы UFC Эдсон Барбоза, Марлон Мораис, Сиджара Юбэнкс, возглавляет команду Фрэнки Эдгар. Чукагян получила степень бакалавра в области управления бизнесом и маркетинга в Университете Фэрли Дикинсона. Кэтлин Чукагян имеет армянское происхождение и считает себя армянкой, на взвешиваниях перед боями часто поднимала армянский флаг. Имеет чёрный пояс по бразильскому джиу-джитсу от Рензо Грейси — члена выдающейся семьи боевых искусств из Бразилии.

## Спортивная карьера

### Ранняя карьера
Кэтлин профессионально дебютировала в смешанных единоборствах 28 июня 2014 года на CFFC 37. Она встретилась с Ребеккой Хайнцман и победила её единогласным решением судей.
Свой второй профессиональный бой провела на World Series of Fighting 13: Мораес против Боллинджера 13 сентября 2014 года. Кэтлин нокаутировала 44-летнюю Бриджет Нарсайз на 38 секунде финального раунда в категории наилегчайшего веса.
У неё были отменены два последующих боя. Против Алланны Джонс на Ring of Combat 49 и против Нохиме Деннисон на CFFC 45. 9 мая 2015 года она дважды сражалась в один и тот же день в клетке, победив Линн Веннергрен единогласным решением судей и Мелинду Фабиан в финале в первом раунде.
Она вернулась на ивенты организации, где дебютировала — CFFC, и провела там ещё три боя. Результаты были по-прежнему хороши: два пояса, две победы единогласным решением судей и один нокаут ударом колена.

### Ultimate Fighting Championship
Кэтлин Чукагян дебютировала в UFC 13 июля 2016 года на UFC Fight Night: McDonald vs. Lineker против Лорен Мёрфи. Она выиграла бой единогласным решением судей.
Затем сражалась с Лиз Кармуш на UFC 205. Но проиграла бой раздельным решением судей.
После она встретилась с Алексис Дэвис 28 июля 2018 года на UFC on Fox 30. Она выиграла бой единогласным решением судей.
Позже Кэтлин разделила клетку с Марой Ромеро Бореллой 27 января 2018 года на UFC on Fox: Jacaré vs. Brunson 2. Выиграла бой единогласным решением судей.
Следующий бой Кэтлин провела с Джессикой Ай 8 декабря 2018 года на UFC 231. Этот бой стал её вторым поражением в карьере, она проиграла раздельным решением судей.
Далее она встретилась с Джоанн Калдервуд 8 июня 2019 года на UFC 238. Она выиграла бой единогласным решением судей.
Следующий бой на UFC 244 2 ноября 2019 года против Женнифер Майя стал шестой победой для Кэтлин в UFC, она выиграла единогласным решением судей.
8 февраля 2020 года на UFC 247 Кэтлин Чукагян встретилась с Валентиной Шевченко и билась с ней за пояс чемпионки UFC в наилегчайшем женском весе, Кэтлин проиграла техническим нокаутом в 3 раунде.
30 мая 2020 года Кэтлин провела свой поединок против Антонины Шевченко, выиграв его единогласным решением судей с разгромным счётом 30-25, этот бой стал для Кэтлин 7 победой в UFC и 5 победой в наилегчайшей весовой категории, данное количество побед наряду с Валентиной Шевченко и Джиллиан Робертсон является рекордным в истории наилегчайшего женского веса. Не считая этого, Кэтлин поставила рекорд по количеству боёв в женском наилегчайшем весе в истории UFC — 7 боёв. Также Чукагян в данном бою поставила ещё один рекорд, теперь она является рекордсменом по количеству выброшенных ударов в истории женского наилегчайшего веса. Чукагян в данном бою нанесла сопернице 647 ударов.
17 октября 2020 года Кэтлин Чукагян проигрывает в бою с Жессикой Андради техническим нокаутом в конце первого раунда после удачного удара Жессики в корпус Кэтлин на UFC Fight Night: Ortega vs. Korean Zombie.
21 ноября 2020 года Кэтлин единогласным решением судей одерживает доминирующую победу над четвёртой строчкой своего дивизиона — Синтией Калвилло в рамках турнира UFC 255.
15 мая 2021 года Кэтлин Чукагян на UFC 262 разделила октагон с седьмой строчкой своего дивизиона, Вивьен Арауджо, одержав победу над последней единогласным решением судей.

## Фильмография
Кэтлин Чукагян снялась в фильме «Бойцовская долина» режиссёра Роба Хоука, который вышел 22 июля 2016 года. Она сыграла роль бойца на парковке.

## Титулы и достижения

### Смешанные единоборства
- Ultimate Fighting Championship
  - Рекордсменка по количеству побед в истории женского наилегчайшего веса (9 побед)[27]
  - Рекордсменка по количеству боёв в истории женского наилегчайшего веса (13 боёв)[27]
  - Рекордсменка по количеству боёв в UFC, дошедих до решения в женском наилегчайшем весе (11 боёв)
  - 6 место по количеству побед в UFC, дошедих до решения (9 побед)
  - Рекордсменка по количеству побед в UFC, дошедих до решения в женском наилегчашем весе (8 побед)
  - Самый высокий процент побед решениями в истории UFC (100 %)
  - Рекордсменка по количеству значимых ударов, нанесённых в истории женского наилегчайшего веса UFC (790)
  - Рекордсменка по количеству времени, проведённого в боях UFC в женском наилегчашем весе (3:00:58)
  - Обладательница премии «Бой вечера» (один раз) против Аманды Рибас
- Cage Fury Fighting Championships
  - Чемпионка CFFC в женском наилегчайшем весе (один раз, действующая)
  - Чемпионка CFFC в женском легчайшем весе (один раз, действующая)
- Xtream Caged Combat
  - Чемпионка XCC в женском наилегчайшем весе (один раз)
- Ascend Combat
  - Чемпионка Ascend Combat в женском наилегчайшем весе (один раз)
- North American Allied Fight Series
  - Чемпионка NAAFS в женском минимальном весе (один раз)

### Бокс
- Золотые перчатки
  - 2004 Обладательница «Золотых перчаток» (Пенсильвания)

## Статистика
| Боёв 24  | Побед 18 | Поражений 6 |
| -------- | -------- | ----------- |
| Нокаутом | 2        | 2           |
| Сдачей   | 1        | 0           |
| Решением | 15       | 4           |

| Результат  | Рекорд | Соперник            | Способ                                      | Турнир                                    | Дата             | Раунд | Время | Место                           | Примечание                                                                                                  |
| ---------- | ------ | ------------------- | ------------------------------------------- | ----------------------------------------- | ---------------- | ----- | ----- | ------------------------------- | --- |
| Поражение  | 18-6   | Мэйси Барбер        | Единогласное решение                        | UFC 299                                   | 9 марта 2024     | 3     | 5:00  | Майами, Флорида, США            | |
| Поражение  | 18-5   | Манон Фьоро         | Единогласное решение                        | UFC 280                                   | 22 октября 2022  | 3     | 5:00  | Абу-Даби, ОАЭ                   | Бой в промежуточном весе. Кэтлин не сделала вес.                                                            |
| Победа     | 18-4   | Аманда Рибас        | Раздельное решение                          | UFC Fight Night: Blachowicz vs. Rakic     | 15 мая 2022      | 3     | 5:00  | Лас-Вегас, Невада, США          | Бой вечера.                                                                                                 |
| Победа     | 17-4   | Женнифер Майя       | Единогласное решение                        | UFC on ESPN: Kattar vs. Chikadze          | 15 января 2022   | 3     | 5:00  | Лас-Вегас, Невада, США          | |
| Победа     | 16-4   | Вивьен Арауджо      | Единогласное решение                        | UFC 262                                   | 15 мая 2021      | 3     | 5:00  | Хьюстон, Техас, США             | |
| Победа     | 15-4   | Синтия Кальвильо    | Единогласное решение                        | UFC 255                                   | 21 ноября 2020   | 3     | 5:00  | Лас-Вегас, Невада, США          | |
| Поражение  | 14-4   | Жессика Андради     | Технический нокаут (удары в корпус)         | UFC Fight Night: Ortega vs. Korean Zombie | 17 октября 2020  | 1     | 4:55  | Абу-Даби, ОАЭ                   | |
| Победа     | 14-3   | Антонина Шевченко   | Единогласное решение                        | UFC on ESPN: Woodley vs. Burns            | 30 мая 2020      | 3     | 5:00  | Лас-Вегас, Невада, США          | Стала рекордсменкой по кол-ву побед в истории веса (5) и по кол-ву выброшенных ударов в истории веса (647). |
| Поражение  | 13-3   | Валентина Шевченко  | Технический нокаут (удары локтями и руками) | UFC 247                                   | 8 февраля 2020   | 3     | 1:03  | Хьюстон, Техас, США             | Бой за пояс чемпионки UFC в женском наилегчайшем весе.                                                      |
| Победа     | 13-2   | Женнифер Майя       | Единогласное решение                        | UFC 244                                   | 2 ноября 2019    | 3     | 5:00  | Нью-Йорк, США                   | 25% гонорара за бой достались Кэтлин, т.к. Дженнифер Майя не вошла в рамки наилегчайшего веса.              |
| Победа     | 12-2   | Джоанн Калдервуд    | Единогласное решение                        | UFC 238                                   | 8 июня 2019      | 3     | 5:00  | Чикаго, Иллинойс, США           | Пятая победа в UFC.                                                                                         |
| Поражение  | 11-2   | Джессика Ай         | Раздельное решение                          | UFC 231                                   | 8 декабря 2018   | 3     | 5:00  | Торонто, Онтарио, Канада        | |
| Победа     | 11-1   | Алексис Дэвис       | Единогласное решение                        | UFC on Fox: Alvarez vs. Poirier 2         | 28 июля 2018     | 3     | 5:00  | Калгари, Альберта, Канада       | |
| Победа     | 10-1   | Мара Ромело Борелла | Единогласное решение                        | UFC on Fox: Jacaré vs. Brunson 2          | 27 января 2018   | 3     | 5:00  | Шарлотт, Северная Каролина, США | Вернулась в женский наилегчайший вес.                                                                       |
| Победа     | 9-1    | Ирене Альдана       | Раздельное решение                          | UFC 210                                   | 8 апреля 2017    | 3     | 5:00  | Буффало, Нью-Йорк, США          | |
| Поражение  | 8-1    | Лиз Кармуш          | Раздельное решение                          | UFC 205                                   | 12 ноября 2016   | 3     | 5:00  | Нью-Йорк, США                   | |
| Победа     | 8-0    | Лорен Мёрфи         | Единогласное решение                        | UFC Fight Night: McDonald vs. Lineker     | 13 июля 2016     | 3     | 5:00  | Су-Фолс, Южная Дакота, США      | Дебют в женском легчайшем весе UFC.                                                                         |
| Победа     | 7-0    | Стефани Брагайрак   | Нокаут (удар коленом)                       | CFFC 57: Honorio vs. Gaudinot             | 19 марта 2016    | 1     | 0:45  | Филадельфия, Пенсильвания, США  | Дебют в женском легчайшем весе. Завоевала пояс CFFC в женском легчайшем весе.                               |
| Победа     | 6-0    | Изабель Варела      | Единогласное решение                        | CFFC 55: Chookagian vs. Varela            | 9 января 2016    | 5     | 5:00  | Атлантик-Сити, Нью-Джерси, США  | Завоевала пояс CFFC в женском наилегчайшем весе.                                                            |
| Победа     | 5-0    | Сижара Ибэнкс       | Единогласное решение                        | CFFC 52: Horcher vs. Regman               | 31 октября 2015  | 3     | 5:00  | Атлантик-Сити, Нью-Джерси, США  | |
| Победа     | 4-0    | Мелинда Фабиан      | Болевой приём (рычаг локтя)                 | PMMAL Hungarian Fight Championship 9      | 9 мая 2015       | 1     | 4:33  | Будапешт, Венгрия               | |
| Победа     | 3-0    | Линн Веннергрен     | Единогласное решение                        | PMMAL Hungarian Fight Championship 9      | 9 мая 2015       | 3     | 5:00  | Будапешт, Венгрия               | |
| Победа     | 2-0    | Бриджет Нарсайз     | Нокаут (удар коленом)                       | WSOF 13                                   | 13 сентября 2014 | 3     | 0:38  | Бетлехем, Пенсильвания, США     | Дебют в женском наилегчайшем весе.                                                                          |
| Победа     | 1-0    | Ребекка Хайнцман    | Единогласное решение                        | CFFC 37: Anyanwu vs. Bell                 | 28 июня 2014     | 3     | 5:00  | Филадельфия, Пенсильвания, США  | Дебют в женском минимальном весе.                                                                           |
| Источники: |        |                     |                                             |                                           |                  |       |       |                                 | |

### Любительская статистика
| Результат  | Рекорд | Соперник                  | Способ                            | Турнир                          | Дата           | Раунд | Время | Место                                 | Примечание                                                           |
| ---------- | ------ | ------------------------- | --------------------------------- | ------------------------------- | -------------- | ----- | ----- | ------------------------------------- | -------------------------------------------------------------------- |
| Победа     | 7-0    | Валери Аспаас             | Раздельное решение                | Xtreme Caged Combat — Unrivaled | 1 марта 2014   | 3     | 3:00  | Филадельфия, Пенсильвания, США        | Завоевала титул чемпионки XCC в женском наилегчайшем весе.           |
| Победа     | 6-0    | Андреа Ли                 | Болевой приём (рычаг локтя)       | Ascend Combat — Uncontainable   | 18 января 2014 | 3     | 1:38  | Шривпорт, Луизиана, США               | Завоевала титул чемпионки Ascend Combat в женском наилегчайшем весе. |
| Победа     | 5-0    | Кристал Ванесса Демопулос | Технический нокаут (удары руками) | NAAFS — Night of Champions 2013 | 7 декабря 2013 | 3     | 2:11  | Акрон, Огайо, США                     | Завоевала титул чемпионки NAAFS в женском минимальном весе.          |
| Победа     | 4-0    | Дженис Майер              | Единогласное решение              | CFFC 30 — Sterling vs. Roberts  | 2 ноября 2013  | 3     | 3:00  | Мерион, Монтгомери, Пенсильвания, США |                                                                      |
| Победа     | 3-0    | Джина Бегли               | Болевой приём (рычаг локтя)       | NAAFS — Caged Vengeance 14      | 3 августа 2013 | 1     | 1:40  | Карролтон, Огайо, США                 |                                                                      |
| Победа     | 2-0    | Эрнан Авила               | Болевой приём (рычаг локтя)       | EFC 6 — Relentless              | 9 марта 2013   | 1     | 1:20  | Атлантик-Сити, Нью-Джерси, США        |                                                                      |
| Победа     | 1-0    | Барбара Боуман            | Болевой приём (рычаг локтя)       | Xtreme Caged Combat — Backlash  | 2 ноября 2012  | 3     | 0:33  | Филадельфия, Пенсильвания, США        | Дебют в смешанных единоборствах.                                     |
| Источники: |        |                           |                                   |                                 |                |       |       |                                       |                                                                      |